# Мальхінг
Мальхінг (нім. Malching) — громада в Німеччині, знаходиться в землі Баварія. Підпорядковується адміністративному округу Нижня Баварія. Входить до складу району Пассау. Складова частина об'єднання громад Роттальмюнстер.
Площа — 25,24 км2. Населення становить 1266 ос. (станом на 31 грудня 2020).

## Галерея

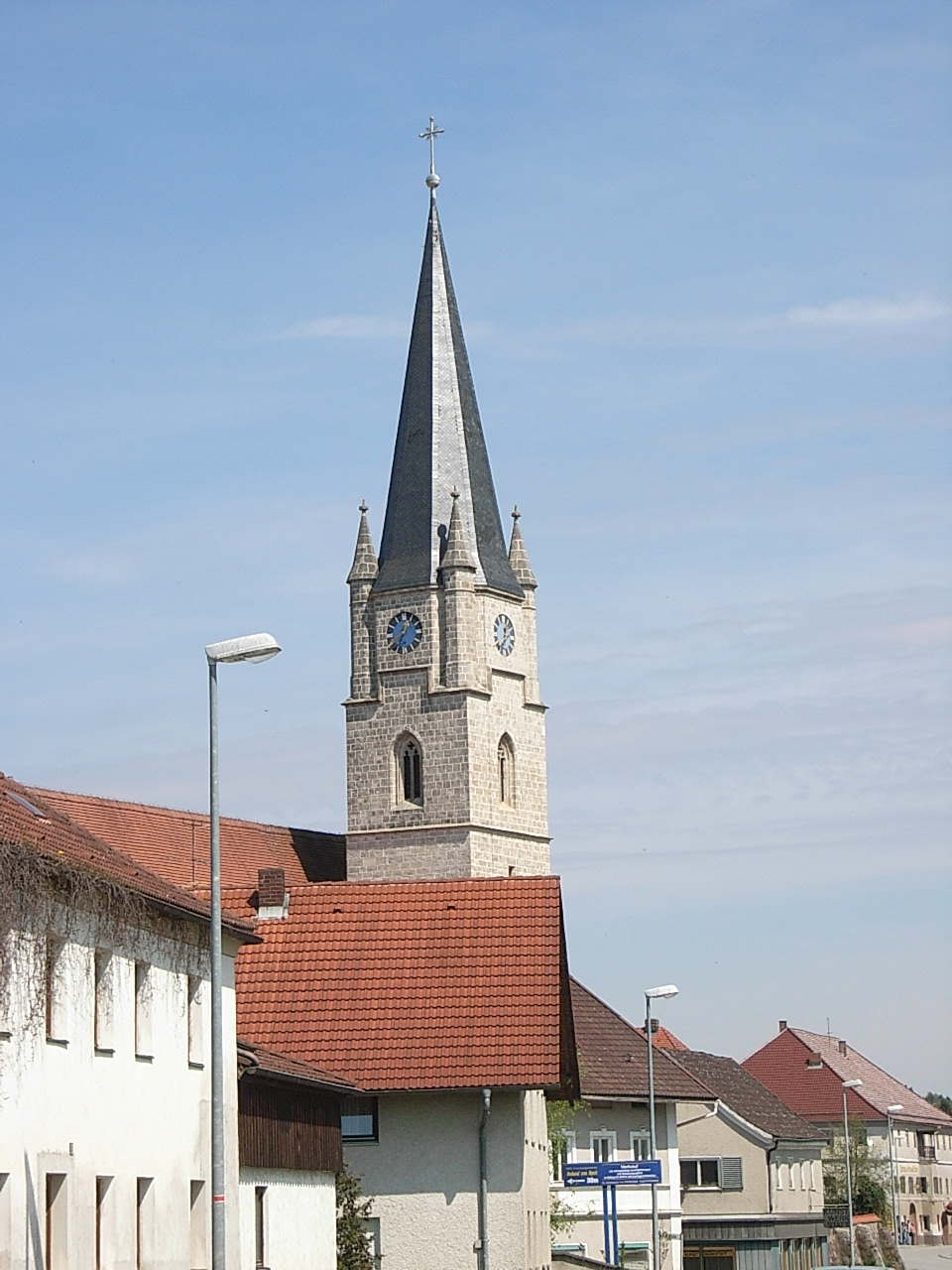